# 皋魚
皋魚，春秋時人，生平主要記錄於《韓詩外傳》。

## 生平
孔子行﹐见皋鱼哭于道傍﹐辟车与之言曰：“子非有丧，何哭之悲也？”。皋鱼曰﹕"吾失之三矣：少而学，游诸侯以后吾亲﹐失之一也﹔高尚吾志﹐闲吾事君﹐失之二也﹔与友厚而中绝之﹐失之三也。树欲静而风不止﹐子欲养而亲不待也。往而不可追者，年也；去而不可见者，亲也。吾请从此辞矣。"立槁而死。孔子曰：“弟子诫之，足以识矣。”于是门人辞归而养亲者十有三人。
孔子與弟子出行，聽到有人哭泣。孔子即示意驅車以見賢人，近一看是皋鱼，在道旁哭泣。孔子下車，對皋鱼表示不解。皋魚答：「我有三過：年少向學，周遊列國，忽略親人；志向崇高，不事君主；雖與朋友交往深厚，卻因小事而絕交。樹欲靜而風不止，子欲養而親不待，請讓我就此告別人世。」言畢便站立枯槁而死。孔子對弟子們说：「引以為戒，經歷此事後足以令人了解怎麼做了。」 于是，辭行贍養雙親的弟子有十三人。

## 評價
程登吉《幼學瓊林》：「選子皋悲親而泣血，子夏哭子而喪明。王裒哀父之死，門人因廢蓼莪詩；王修哭母之亡，鄰里遂停桑柘社。樹欲靜而風不息，子欲養而親不在，皋魚增感；與其椎牛而祭墓，不如雞豚之逮存，曾子興思。故為人子者，當思木本水源，須重慎終追遠。」